# Jean Tison
Pour les articles homonymes, voir Tison.
Jean Tison, né le 19 janvier 1933 à Hesdigneul-lès-Béthune (Pas-de-Calais) et mort à 36 ans le 1er août 1969, est un footballeur français. 
Cet ailier de petite taille (1,65 m pour 63 kg) joue notamment quatre saisons à Angers, où il est réputé pour sa rapidité et sa vivacité. Il est finaliste de la Coupe de France en 1957 avec ce club.

## Carrière de joueur
- 1951-1953 :  CO Roubaix-Tourcoing
- 1953-1957 :  SCO Angers
- 1957-1959 :  AS Troyes-Savinienne
- 1959-1960 :  RC Strasbourg
- 1960-1962 :  Lille OSC[1]

## Palmarès
- Finaliste de la Coupe de France en 1957 avec le SCO Angers

## Source
- Col., Les Cahiers de l'Équipe, saison 1956-1957.